# Bowen, Queensland
Bowen este o localitate în statul Queensland, Australia.